# (573) Recha
(573) Recha ist ein Asteroid des Hauptgürtels, der am 19. September 1905 von Max Wolf entdeckt wurde.
Der Asteroid wurde benannt nach einer Figur aus Gotthold Ephraim Lessings Drama Nathan der Weise.